# Большеатнинское сельское поселение
Большеатнинское се́льское поселе́ние — муниципальное образование в Атнинском районе Татарстана Российской Федерации.
Административный центр — село Большая Атня.

## История
Статус и границы сельского поселения установлены Законом Республики Татарстан от 31 января 2005 года № 15-ЗРТ «Об установлении границ территорий и статусе муниципального образования "Атнинский муниципальный район" и муниципальных образований в его составе».

## Население
| 2010  | 2011  | 2012  | 2013  | 2014  | 2015  | 2016  |
| ----- | ----- | ----- | ----- | ----- | ----- | ----- |
| 4005  | ↘3997 | ↗4018 | ↗4034 | ↘4016 | ↗4072 | ↗4076 |
| 2017  | 2018  | 2021  |       |       |       |       |
| ↘4072 | ↘4028 | ↘3985 |       |       |       |       |

## Состав сельского поселения
| № | Населённый пункт | Тип населённого пункта       | Население |
| - | ---------------- | ---------------------------- | --------- |
| 1 | Большая Атня     | село, административный центр | ↘3325     |
| 2 | Малая Атня       | деревня                      |           |
| 3 | Новая Атня       | деревня                      |           |
| 4 | Новая Юльба      | деревня                      |           |
| 5 | Шеканясь         | деревня                      |           |